# Eintrittswahrscheinlichkeit
Eintrittswahrscheinlichkeit (auch Schadenswahrscheinlichkeit, oder Schadenshäufigkeit) bezeichnet den statistischen Erwartungswert oder die geschätzte Wahrscheinlichkeit für das Eintreten eines bestimmten Ereignisses in einem bestimmten Zeitraum in der Zukunft. Die Eintrittswahrscheinlichkeit ist ein Begriff der Wahrscheinlichkeitsrechnung bzw. Statistik und wird in Prozent oder als ein Wert zwischen 0 und 1 angegeben.

## Wahrscheinlichkeitswerte
- Der Wert {\displaystyle 0} bedeutet, dass das Ereignis nie eintreten wird: unmögliches Ereignis.
- Werte in der Nähe von {\displaystyle 0} bedeuten: unwahrscheinliches Ereignis.
- Werte in der Nähe von {\displaystyle 1}  bedeuten: wahrscheinliches Ereignis.
- Ein Wert von {\displaystyle 1} bedeutet, dass das Ereignis auf jeden Fall eintreten wird: sicheres Ereignis.

Die Wahrscheinlichkeit, dass von verschiedenen stochastisch unabhängigen Ereignissen mindestens eines eintritt, berechnet sich mit den de-Morganschen Formeln.
Es muss zwischen der Wahrscheinlichkeit für einen Einzelfall und der Gesamtwahrscheinlichkeit unterschieden werden.

## Beispiel
Die Wahrscheinlichkeit, dass im Lotto 6 aus 49 jemand mit einer Tippreihe sechs Richtige tippt, liegt bei {\displaystyle 1/{\frac {49!/43!}{6!}}} = {\displaystyle 1/{\frac {49\cdot 48\cdot 47\cdot 46\cdot 45\cdot 44}{1\cdot 2\cdot 3\cdot 4\cdot 5\cdot 6}}} = {\displaystyle 1/13.983.816} und ist damit sehr gering (unwahrscheinliches Ereignis). Wenn aber eine große Anzahl von Tipps gespielt wird, z. B. 40 Mio. Tipps, dann steigt die Wahrscheinlichkeit für das Eintreten des Ereignisses (Eintrittswahrscheinlichkeit) in die Nähe von 1 (wahrscheinliches Ereignis). Es ist dann also sehr wahrscheinlich, dass zumindest ein Tipp bei der nächsten Ausspielung gewinnt.

## Anwendungsgebiete
Es gehört zu den psychologischen Faktoren der Arbeitssicherheit, dass der Mensch für sich immer mit der Einzelfallwahrscheinlichkeit rechnet, die meist nur als statistisches Mittel angegeben wird (Illusion der eigenen Unverletzlichkeit). Durch die Kombination verschiedener Faktoren, wie konkreter gefahrbringender Bedingungen und begünstigender Bedingungen, kann die tatsächliche Eintrittswahrscheinlichkeit erheblich höher liegen (siehe auch Wahrscheinlichkeitsvernachlässigung).
Ebenso erhöht sich die individuelle Wahrscheinlichkeit für diejenigen, die öfters derselben Gefährdung ausgesetzt sind – analog der Zahl der Spiele beim Lotto, hier erhöht sich die Wahrscheinlichkeit auf Gewinne wenn mehr Leute spielen, wenn die Leute öfter spielen oder wenn diese mehrere  Spiele gleichzeitig starten.
Im Arbeitsschutz und bei der Versicherungsmathematik werden unerwünschte Ereignisse (Schäden oder Unfälle) betrachtet, hier spricht man auch von Schadenswahrscheinlichkeit. Der Wert der Eintrittswahrscheinlichkeit ist ein Teil des Schadensrisikos. Ein kalkulierbares Risiko sollte sich zwischen dem Restrisiko und dem Grenzrisiko bewegen. Im Arbeitsschutz wäre das der Bereich des „sicheren Arbeitens“.
Bei der Risikobewertung z. B. mit der Risikomatrix nach Nohl wird die Eintrittswahrscheinlichkeit in Kategorien angegeben und  „sinnvoll geschätzt“.
Im Versicherungswesen gehört die Eintrittswahrscheinlichkeit zur Versicherungsmathematik und wird bei der Prämienkalkulation der Versicherungsprämien berücksichtigt.